# Jaume Maurici i Soler
Jaume Maurici i Soler (Figueres, 1898 - ?, 1981) fou un poeta català, adscrit al moviment noucentista simbolista.
Va néixer el 20 de juny de 1898 a la ciutat de Figueres (Alt Empordà). Dirigí el setmanari "Alt Empordà" des del 15 de febrer de 1917 fins al 22 de setembre de 1923, data de la seva clausura per part del Govern de Primo de Rivera.
Durant els anys seixanta, va tenir un protagonisme destacat en la vida cultural de Figueres, participant activament, junt amb el poeta Carles Fages de Climent en l'organització anual de la Festa de Poesia, que celebrava Atenea, Agrupació de Cultura del Casino Menestral de Figueres. Guanyà dos premis en el Jocs Florals organitzats a la seva població natal.

Fages, precisament, va dedicar aquest epigrama a Jaume Maurici: 
| « | L'escriptor Jaume Maurici a l'estiu, a Sant Feliu diu que l'escriure és un vici i fa veure que no escriu | » |

Morí el 19 de novembre de 1981 a l'edat de 83 anys.

## Obra
Ha publicat els següents llibres:
- 1921: Les cançons de l'instant
- 1954: Estrelles caigudes
- 1965: Poemes amb ocells
- 1972: Un mateix fang
- 1976: També el silenci